# Leaburu
Leaburu è un comune spagnolo di 367 abitanti situato nella comunità autonoma dei Paesi Baschi.

Nel 1996 il territorio comunale venne suddiviso e parte di esso divenne del nuovo comune di Gaztelu.